# Perla shestoperowi
Perla shestoperowi är en bäcksländeart som beskrevs av Navás 1933. Perla shestoperowi ingår i släktet Perla och familjen jättebäcksländor. Inga underarter finns listade i Catalogue of Life.